# 藤波朱理
藤波 朱理（ふじなみ あかり、2003年11月11日 - ）は、日本の女子レスリング選手。三重県四日市市出身。階級は53kg級。身長164cm。兄は2017年の世界選手権フリースタイル74kg級銅メダリストで総合格闘家の藤波勇飛。

## 来歴
88年ソウル五輪代表候補だった父親と兄勇飛の影響で4歳の時にレスリングを始めた。四日市市立西朝明中学校1年の時にジュニアクイーンズカップ中学生の部40kg級で優勝した。中学2年の時に全国中学生選手権44kg級の決勝で1学年上の伊藤海に敗れて2位となる 。以降3年の時にアジアカデット選手権とU15アジア選手権を制すると、世界カデット選手権でも優勝した。
2019年には父親がレスリング部監督を務める三重県立いなべ総合学園高等学校へ進むと、1年の時にはインターハイで優勝し、クリッパン女子国際大会カデットの部では3連覇を達成した。2年の時には全日本レスリング選手権大会に大会初出場ながら優勝した。3年の時にはジュニアクイーンズカップジュニアの部で優勝した。全日本選抜選手権では準決勝で元世界チャンピオンの奥野春菜、決勝で入江ななみをそれぞれ破って初優勝を飾り、世界選手権代表に選ばれた。この優勝により、75連勝を記録することになった。世界選手権では対戦相手に1ポイントも与えず、全試合をテクニカルフォール勝ちして優勝した。全日本選手権では2連覇した。
2022年4月には日体大へ進学した。その直後のジュニアクイーンズカップジュニアの部で2連覇した。アジア選手権でも優勝した。6月の全日本選抜選手権では決勝で元世界チャンピオンの奥野春菜を破って今大会2連覇した。これでオリンピックチャンピオンの吉田沙保里、伊調馨に続いて連勝記録を100の大台まで伸ばした。また、世界選手権代表に選ばれた。全日本学生選手権には1階級上の55kg級に出場して優勝した。9月の世界選手権は左足リスフランじん帯損傷のため、大事を取って出場を回避した。12月の全日本選手権では決勝で奥野を5-0で破って優勝した。
2023年2月のザグレブ・オープンでは決勝で東京オリンピック3位であるモンゴルのボロルツヤ・バトオチルを破るなど、全試合を無失点のテクニカルフォール勝ちで優勝した。3月のダン・コロフ－ニコラ・ペトロフ国際大会でも優勝した。4月のアジア選手権では全試合を無失点のテクニカルフォール勝ちで優勝した。これにより、オリンピックで3連覇を達成した吉田沙保里と並ぶ119連勝を記録することになった。6月の全日本選抜選手権では準々決勝でオリンピックチャンピオンの志土地真優にフォール勝ちするなどして決勝まで進むと、至学館大学2年の清岡もえを10-0のテクニカルフォールで破って優勝した。これにより、吉田の119連勝を超える122連勝となり、世界選手権の代表に内定した。9月の世界選手権では準々決勝で世界ランキング1位であるエクアドルのルシアヤミレト・ジェペスグスマンに7ポイント取られるが、16ポイントを取った後にフォール勝ちした。これにより、国際大会では2019年2月から記録していた連続無失点試合が30で途切れることになった。その後に決勝まで進むと、元世界チャンピオンで中立選手（AIN）名義で出場したベラルーシのワネサ・カラジンスカヤを10-0で破って、世界選手権2度目の優勝を飾った。なお、この大会で金メダルを獲得したため、規定によりパリオリンピック代表に内定した。10月のアジア大会では決勝で東京オリンピック銀メダリストである地元中国の龐倩玉を10-0で破って優勝した。
2024年1月にはSTIカップ東日本大学女子リーグ戦に出場すると、育英大学戦で2階級上である57kg級世界チャンピオンの櫻井つぐみを5-0で破るなど3戦全勝した。これで連勝記録が133となった。3月に右肘を脱臼したため、出場予定だったアジア選手権を回避した。その後、負傷部位は左肘だったと訂正した。
2024年8月には、パリオリンピックの53kg級にオリンピック初出場した。8月8日の決勝戦でエクアドルのルシアヤミレト・ジェペスグスマンと対戦し、10-0のテクニカルスペリオリティーでの勝利で金メダルを獲得した。なお、このオリンピック大会によって中学時代からの公式戦の連勝記録を137に伸ばした。同年11月、紫綬褒章受章。11月には東日本大学女子リーグ戦に59㎏級で出場して、2戦ともフォール勝ちした。今後は57㎏級に階級を変更することになった。
2025年4月にはU-23世界選手権の代表資格を得るためジュニアクイーンズカップの57㎏級に出場して優勝した。これで連勝記録が141となった。なお、2025年の世界選手権代表を決める全日本選抜選手権は、この階級での体力作りを優先させたい父親の意向により、出場しないことになった。

## 主な戦績
40kg級での戦績
- 2016年 - ジュニアクイーンズカップ 中学生の部 優勝
- 2016年 - JOC杯カデットの部 3位
- 2016年 - 全国中学生選手権 3位
- 2016年 - 全日本女子オープン選手権 中学生の部 3位
- 2016年 - 全国中学選抜選手権　2位
- 2017年 - ジュニアクイーンズカップ 中学生の部 優勝（44kg級）
- 2017年 - 全国中学生選手権 2位（44kg級）
- 2017年 - 全日本女子オープン選手権（中校生の部）優勝（48kg級）
- 2017年 - 全国中学選抜選手権 優勝（48kg級）

49kg級での戦績
- 2018年 - クリッパン女子国際大会　カデットの部 優勝
- 2018年 - ジュニアクイーンズカップ カデットの部 優勝
- 2018年 - JOC杯カデットの部 優勝
- 2018年 - アジアカデット選手権 優勝
- 2018年 - 全国中学生選手権 優勝（52kg級）
- 2018年 - 世界カデット選手権 優勝
- 2018年 - 全日本女子オープン選手権（中校生の部）優勝（52kg級）
- 2018年 - U15アジア選手権 優勝（54kg級）
- 2018年 - 全国中学選抜選手権 優勝（54kg級）

53kg級での戦績
- 2019年 - クリッパン女子国際大会 カデットの部 優勝
- 2019年 - ジュニアクイーンズカップ カデットの部 優勝
- 2019年 - インターハイ 優勝
- 2019年 - 全日本女子オープン選手権（高校生の部）優勝
- 2020年 - クリッパン女子国際大会 カデットの部 優勝
- 2020年 - 全日本選手権 優勝
- 2021年 - ジュニアクイーンズカップ ジュニアの部 優勝
- 2021年 - 全日本選抜選手権 優勝
- 2021年 - 世界選手権 優勝
- 2021年 - 全日本選手権 優勝
- 2022年 - ジュニアクイーンズカップ ジュニアの部 優勝
- 2022年 - アジア選手権 優勝
- 2022年 - 全日本選抜選手権 優勝
- 2022年 - 全日本学生選手権 優勝（55kg級）
- 2022年 - 全日本選手権 優勝
- 2023年 - ザグレブ・オープン 優勝
- 2023年 - ダン・コロフ－ニコラ・ペトロフ国際大会 優勝
- 2023年 - アジア選手権 優勝
- 2023年 - 全日本選抜選手権 優勝・明治盃受賞
- 2023年 - 世界選手権　優勝
- 2023年 - アジア大会　優勝
- 2024年 - パリオリンピック　優勝

57㎏級での戦績
- 2025年 - ジュニアクイーンズカップ　U23の部　優勝

（出典）

## 受賞・受章歴
- 日本スポーツ賞奨励賞（2024年）[39]
- 四日市市スポーツ特別栄誉賞（2024年）[40]
- 三重県県民栄誉賞（2024年）[41]
- 紫綬褒章（2024年）[42]
- プロレス大賞レスリング特別表彰（2025年）[43]